# Hyposmocoma pseudolita
Hyposmocoma pseudolita là một loài bướm đêm thuộc họ Cosmopterigidae. Nó là loài đặc hữu của Oahu và có thể Molokai và Hawaii. Loài địa phương ở núi Waianae.